# DS-39
La DS-39 (in russo Дегтярёва Станковый образца 1939 года, Degtjarjova stankovyi obrazca 1939 goda ovvero 'mitragliatrice con treppiede modello 1939) era una mitragliatrice media sovietica, progettata da Vasili Degtjarjov e usata durante la Seconda guerra mondiale. I lavori per i primi esemplari cominciarono nel 1930, ma l'arma non fu adottata dall'Armata Rossa fino alla fine del 1939. Circa 10.000 esemplari vennero prodotti tra il 1939 e il 1941, ma il successo dell'arma in servizio fu sempre piuttosto limitato e la sua produzione fu interrotta con l'invasione tedesca del giugno 1941, quando le fabbriche tornarono a produrre le più vecchie ma affidabili PM M1910 Maxim. In seguito la DS-39 sarà rimpiazzata dalla SG-43.
Circa 200 esemplari vennero catturati dai finlandesi nel 1941 e distribuiti alle truppe nei combattimenti della Guerra di continuazione.